# Antonio Tartaglia
Antonio Tartaglia (* 13. Januar 1969 in Casalbordino) ist ein ehemaliger italienischer Bobfahrer. Er nahm für Italien zwischen 1992 und 2002 insgesamt viermal an den Olympischen Spielen teil. Bei den Olympischen Winterspielen im Jahr 1998 gewann er in Nagano als Anschieber von Günther Huber die Goldmedaille im Zweierbob-Wettbewerb.

## Karriere
Im Jahr 1992 durfte Antonio Tartaglia erstmals für Italien an den Olympischen Winterspielen teilnehmen, welche in der französischen Gemeinde Albertville stattfanden. Dort startete er sowohl im Zweierbob als auch im Viererbob als Anschieber von Pasquale Gesuito und belegte mit ihm im Zweierbob-Wettbewerb nach vier Läufen den zwölften Platz. Denselben Platz belegte er als Teil des Teams von Pasquale Gesuito im Viererbob-Wettbewerb.
1994 nahm er an der Bob-Europameisterschaft als Anschieber von Günther Huber im Viererbob-Wettbewerb teil und das Team konnte vor dem Bob des Britten Mark Tout und dem Bob von Dirk Wiese die Goldmedaille gewinnen. Zudem durfte er bei den Olympischen Winterspielen 1994 im norwegischen Lillehammer teilnehmen und ging erneut als Anschieber an den Start. Im Zweierbob-Wettbewerb belegte er als Anschieber von Pasquale Gesuito nach vier Läufen den neunten Platz. Beim Viererbob-Wettbewerb startete er wie bei der Europameisterschaft als Anschieber von Günther Huber, welcher im Zweierbob bereits die Bronzemedaille gewonnen hat, an den Start und das Team belegte nach vier Läufen den neunten Platz.
Im Jahr 1997 war er sowohl bei der Bob-Europameisterschaft als auch bei der Weltmeisterschaft als Anschieber von Günther Huber aktiv. Bei der Europameisterschaft 1997, welche auf der Bahn in Königssee stattfanden, gewann er als Anschieber von Günther Huber die Goldmedaille vor dem Bob des Deutschen Sepp Dostthaler und dem Bob des Schweizers Reto Götschi. Zudem konnte er bei der Bob-Weltmeisterschaft 1997 auf dem Olympia Bob Run St. Moritz–Celerina gemeinsam mit Günther Huber die Silbermedaille hinter dem Schweizer Bob von Reto Götschi und vor dem US-amerikanischen Bob von Brian Shimer gewinnen.
In Igls konnten er und Günther Huber ein Jahr nach ihrem Triumph bei den Europameisterschaften ihren Titel zwar nicht verteidigen. Sie konnten aber hinter dem Bob des Schweizers Reto Götschi und dem Bob des Deutschen Christoph Langen die Bronzemedaille gewinnen. Zudem wurde er 1998 zum dritten Mal von Italien für die Olympischen Winterspiele nominiert. Im japanischen Nagano ging er sowohl im Zweierbob-Wettbewerb als auch im Viererbob-Wettbewerb als Anschieber von Günther Huber an den Start. Im Zweierbob sicherten sich Antonio Tartaglia und Günther Huber nach vier Läufen Gold, aber zeitgleich mit dem kanadischen Bob von Pierre Lueders. Den dritten Platz belegte der deutsche Bob von Christoph Langen. Im Viererbob-Wettbewerb konnte das Team von Günther Huber nicht in das Medaillengeschehen eingreifen und belegte nur den 14. Platz.
Zum letzten Mal nahm Antonio Tartaglia 2002 an Olympischen Winterspielen teil. In Salt Lake City startete er nur im Zweierbob als Anschieber von Günther Huber. An den Olympiasieg von vor vier Jahren konnten die beiden im Zweierbob-Wettbewerb nicht anknüpfen und belegten nur den achten Platz.